# Salvador, Bahia
Coordonate: 12°59'S 38°31'W
Salvador da Bahia (fondat ca São Salvador da Bahia de Todos os Santos) este a patra aglomerație urbană a Braziliei, ca mărime, după São Paulo, Rio de Janeiro și Brasilia. A fost prima capitală a Braziliei, actual capitala statului Bahia. Fondat în 1549, a servit drept capitată până în anul 1763, când a fost mutată la Rio de Janeiro. Locuitorii orașului sunt numiți soteropolitani, termen dezvoltat din denumirea greacă a orașului Soteropolis, ce însemnă, "Orașul Mântuitorului",  Σωτήρ ("Soter") și πόλις ("polis").

## Istoric
Baía de Todos os Santos, a fost descoperită de către portughezi și denumită în 1500. În 1501, la un an după sosirea flotei lui Pedro Alvares Cabral în Porto Seguro, Gaspar de Lemos a ajuns în Golful Todos os Santos și a naviga de-a lungul coastei statului Bahia. Dar primul om european care a debarcat pe „Morro de São Paulo” a fost Martim Afonso de Sousa, în 1531, conducând o expediție ce explora coasta noului continent.[5]
În 1510 o navă care îl avea la bord pe colonistul portughez numit de localnici Caramuru, a naufragiat în apropiere de cartierul Rio Vermelho.
În 1549 o flotă a adus coloniști portughezi conduși de Tomé de Sousa, primul Guvernator-General al Braziliei, care au fondat Salvadorul. Construit pe o stâncă mare, cu vedere la Golful Todos os Santos, a fost prima capitală a Braziliei coloniale și a devenit repede un port principal și un important centru al industriei zahărului și al comerțului cu sclavi.
Între secolele XVII și XIX mulți evrei au emigrat în Bahia, răspândind cultura în întreaga colonie și dincolo de granițele acesteia (prima sinagogă din America a fost construită în apropiere, la Recife, în 1636 - Sinagoga Kahal Zur Israel). Salvador a fost, cu toate acestea, influențat, în primul rând, de catolicism, devenind sediul primei episcopiei catolice din Brazilia, în 1552, și fiind încă un centru al catolicismului brazilian.
Salvador a fost divizat în orașul de sus și cel de jos, cel de sus fiind zona administrativ-religioasă și zona în care majoritatea populației trăia, iar orașul de jos fiind centrul financiar, deoarece aici se aflau portul și piața. La sfârșitul secolului al XIX-lea, au fost construite funicularele și un lift (Elevador Lacerda) pentru a lega cele două zone.
Salvador a fost capitală a viceregatului portughez de Grão Pará și a provinciei sale Baia de Todos os Santos. Amiralul olandez Piet Hein al Companei Olandeze a Indiilor de Vest a capturat și jefuit orașul în mai 1624. Acesta a menținut controlul asupra orașului și a altor porturi din nord-estul Braziliei, până când a fost înfrânt, în mai 1625, de o flotă spaniolo-portugheză. Salvador a jucat, apoi, un rol strategic în rezistența portugheză împotriva olandezilor.
Salvador a fost prima capitală a Braziliei și a rămas așa până în 1763, când a fost urmat de Rio de Janeiro. A intrat într-un declin grațios în următorii 150 de ani, fiind ocolit de industrializarea ce avea loc în restul Braziliei.
Orașul a rămas un centru național cultural și turistic. Prin 1948 orașul avea 340.000 de locuitori și era deja al patrulea cel mai mare oraș din Brazilia.
În anii 1990, un proiect important al orașului a curățat și restaurat zona centrală a orașului vechi, Pelourinho sau Centro Historico ("Centrul Istoric"). Acum Pelourinho este un centru cultural și inima industriei turistice din Salvador. Cu toate acestea, în cadrul acestei transformări a zonei, mii de locuitori din clasa muncitoare au fost obligați să se mute la periferia orașului, unde au s-au confruntat cu dificultăți semnificative.
Centrul istoric este acum o bijuterie arhitecturală depopulată, iar pentru a o anima trebuie să fie organizate și sponsorizate diferite evenimente de proprietarii din zonă și de statul Bahia. Situații similare pot fi găsite în mai multe situri ale Patrimoniului Mondial UNESCO, dar în Pelourinho, în condițiile inegalităților sociale din Salvador, pare să se fi mers prea departe, sacrificându-se populația locală pentru a conserva locația pentru turiști.

## Demografie
Aceasta este evoluția populației orașului Salvador:
Evoluția populației
Aceasta este structura religoasă a populației orașului Salvador în anul 2010:
| Religie              | %      | Număr     |
| -------------------- | ------ | --------- |
| Catolici             | 51.55% | 1,379,252 |
| Protestanți          | 19.59% | 524,286   |
| Atei                 | 17.64% | 471,928   |
| Spiritiști           | 3.23%  | 86,484    |
| Umbanda și Candomblé | 1.05%  | 28,019    |
| Evrei                | 0.04%  | 1010      |

## Personalități născute aici
- Adriana Lima, Model
- Dante Bonfim Costa Santos (cunoscut ca Dante, n. 1983), fotbalist.

## Galerie

Salvador da Bahia
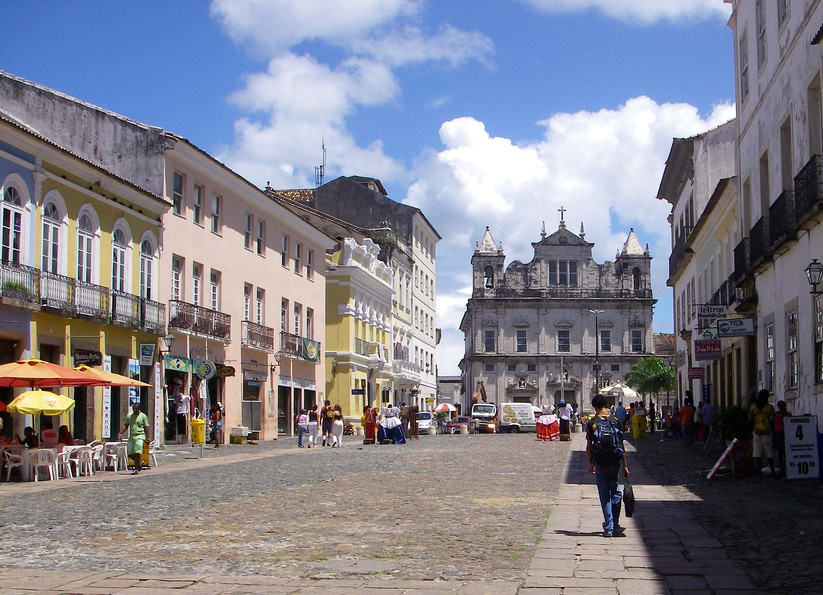
Cruzeiro de São Francisco
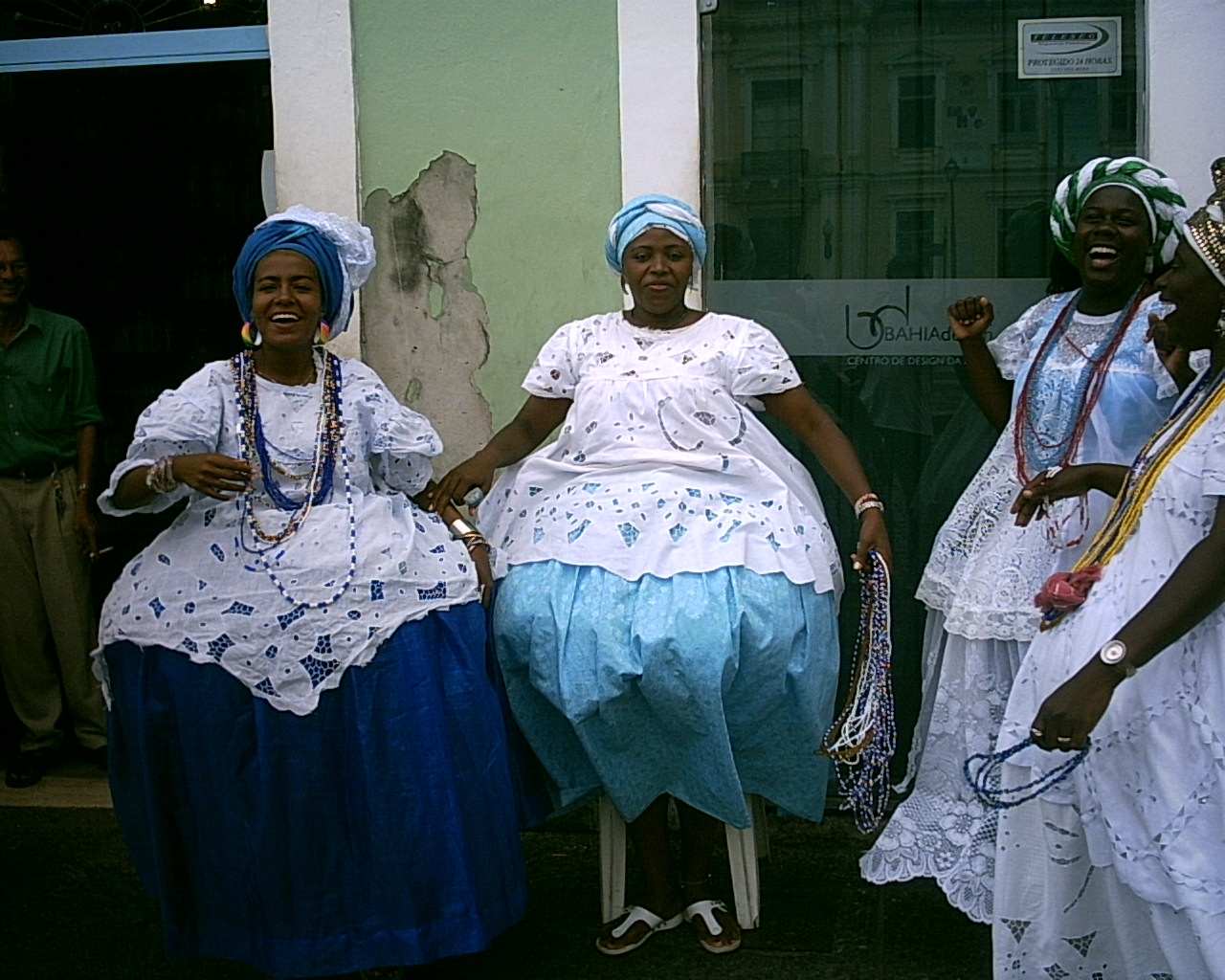
Femei pe Terreiro de Jesus
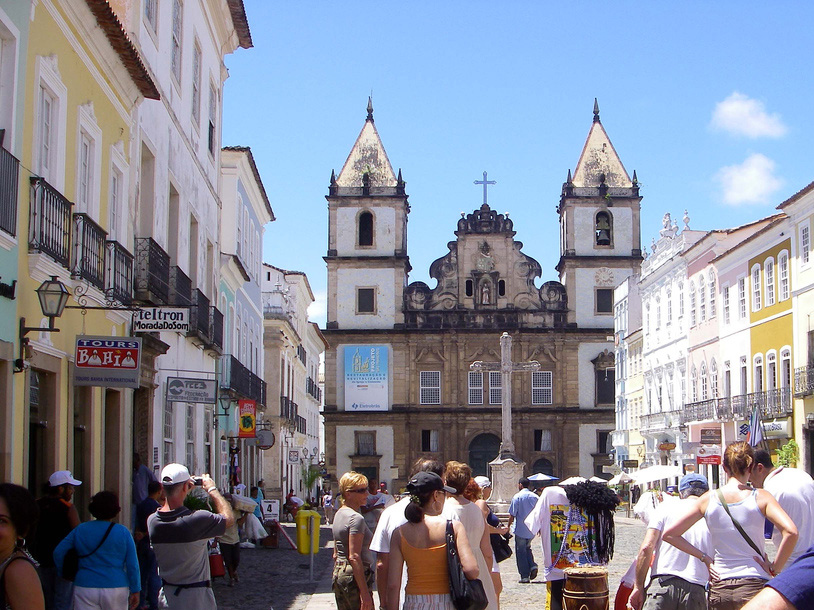
Igreja São Francisco, Cruzeiro de São Francisco
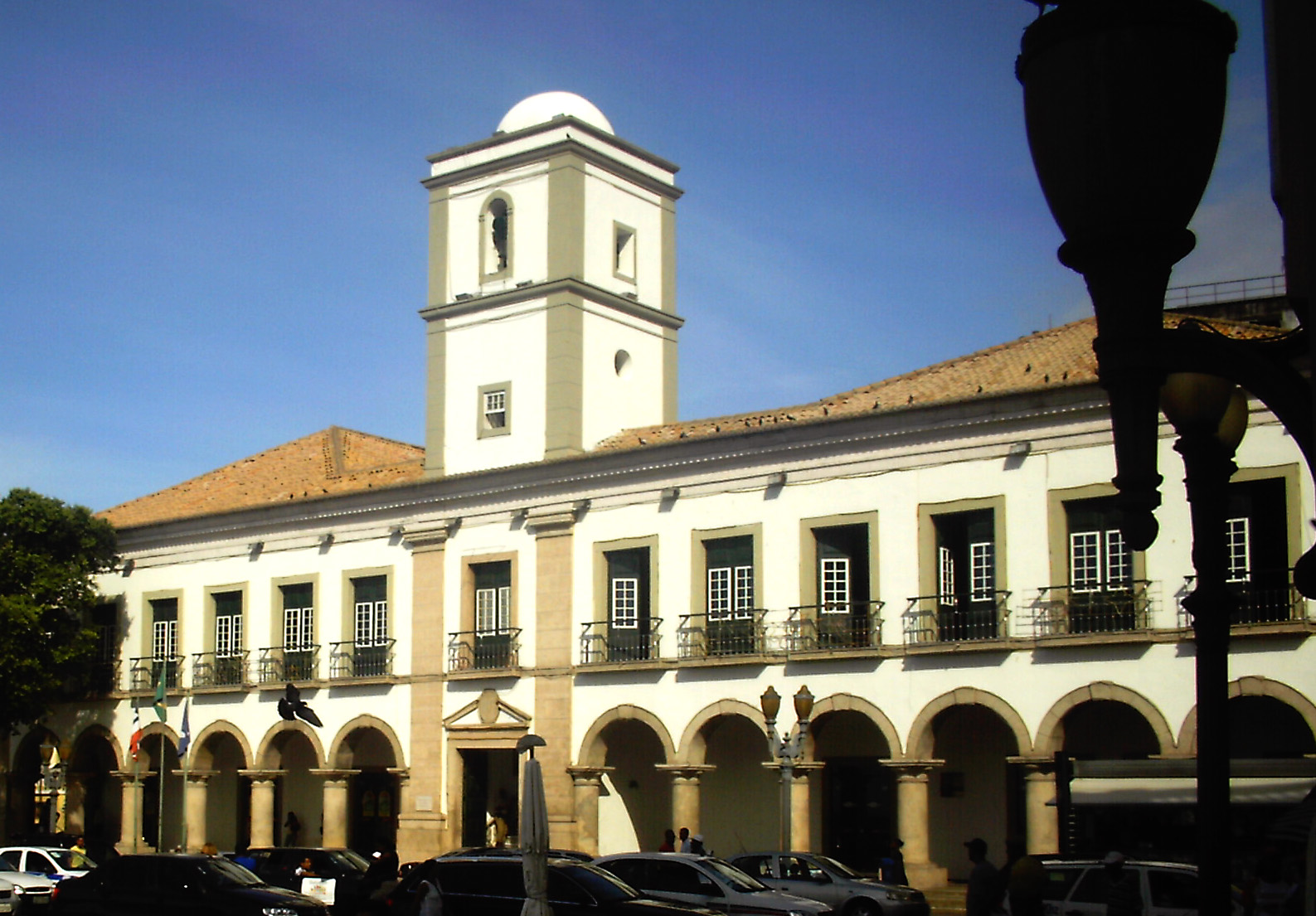
Paço Municipal
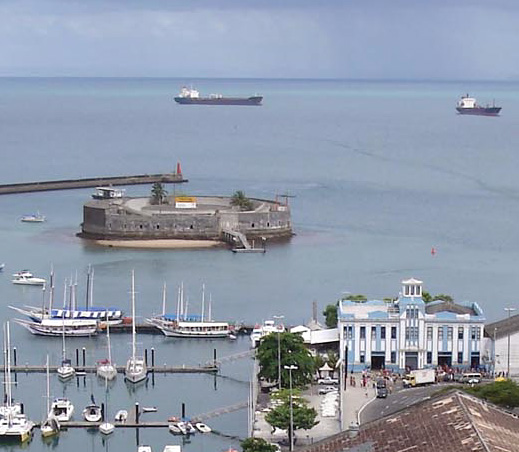
Forte São Marcelo
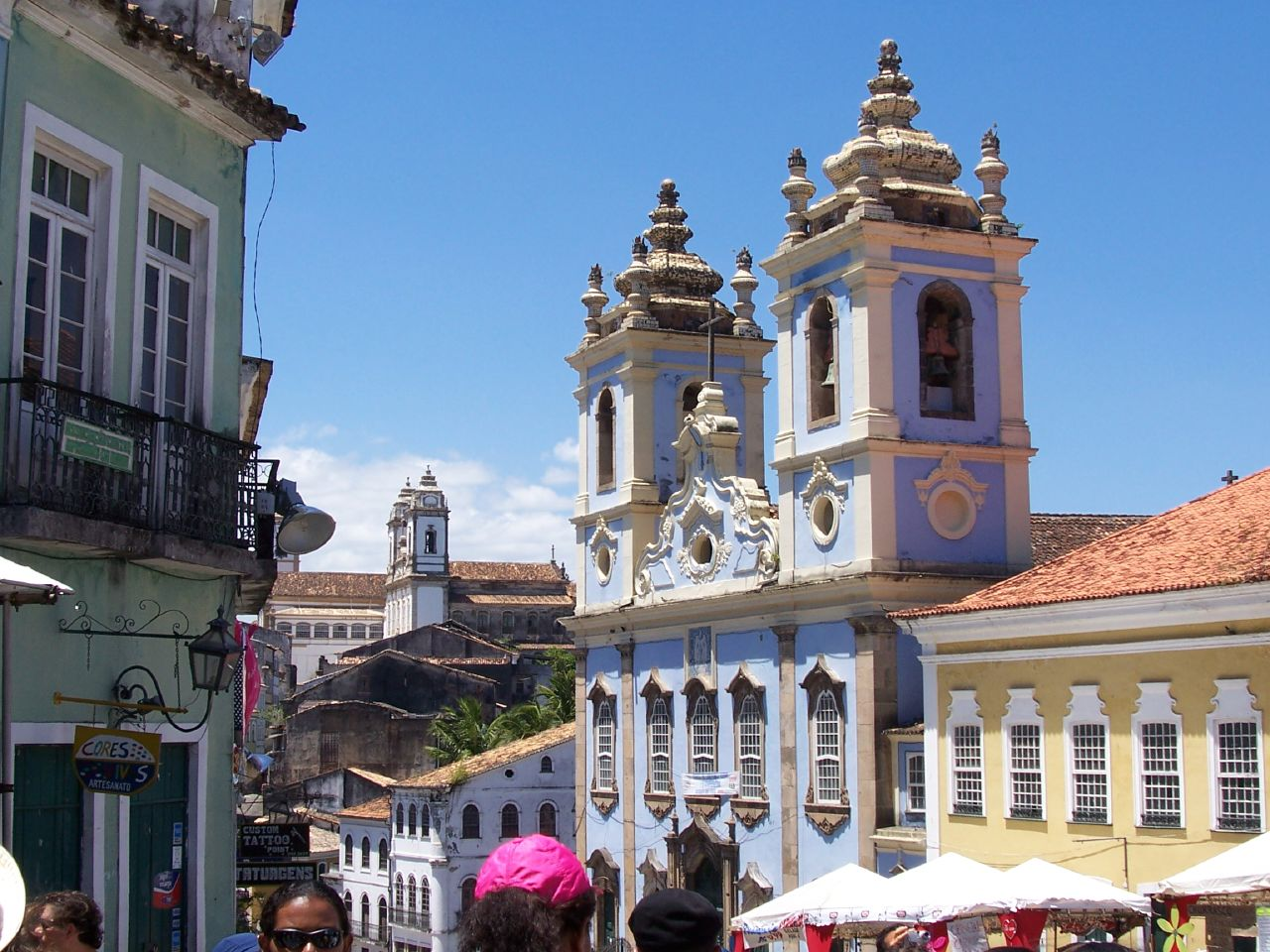
Igreja do Rosário dos Pretos, Largo do Pelourinho
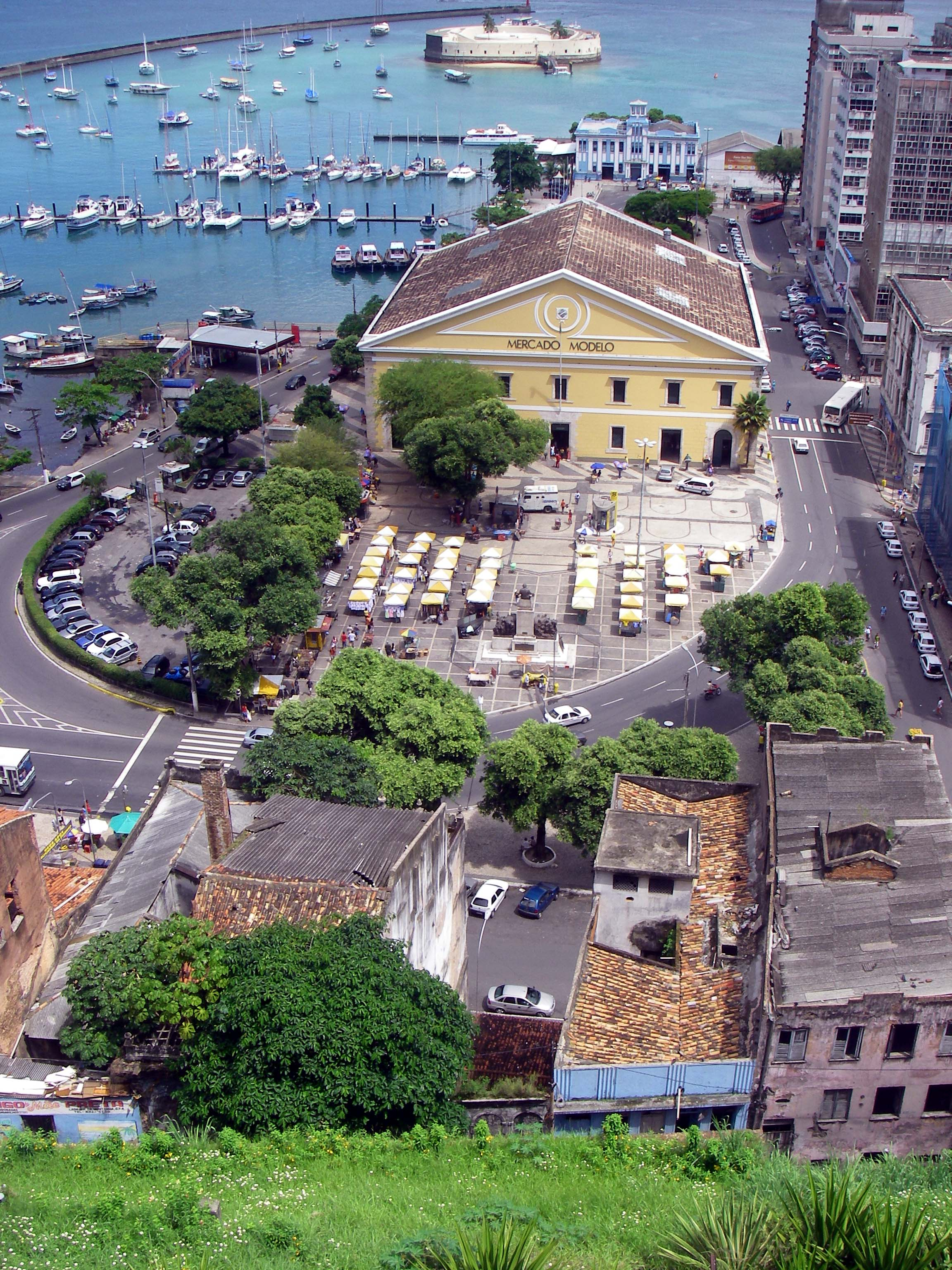
Mercado Modelo
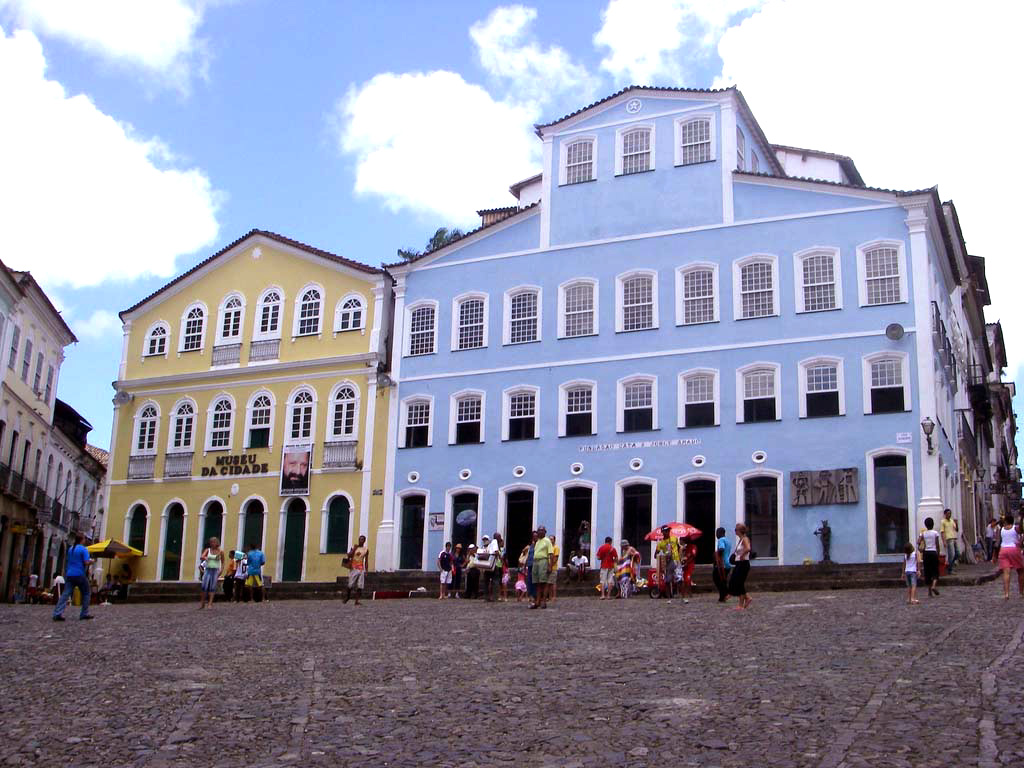
Muzeul da Cidade si Casa de Jorge Amado, Largo do Pelourinho
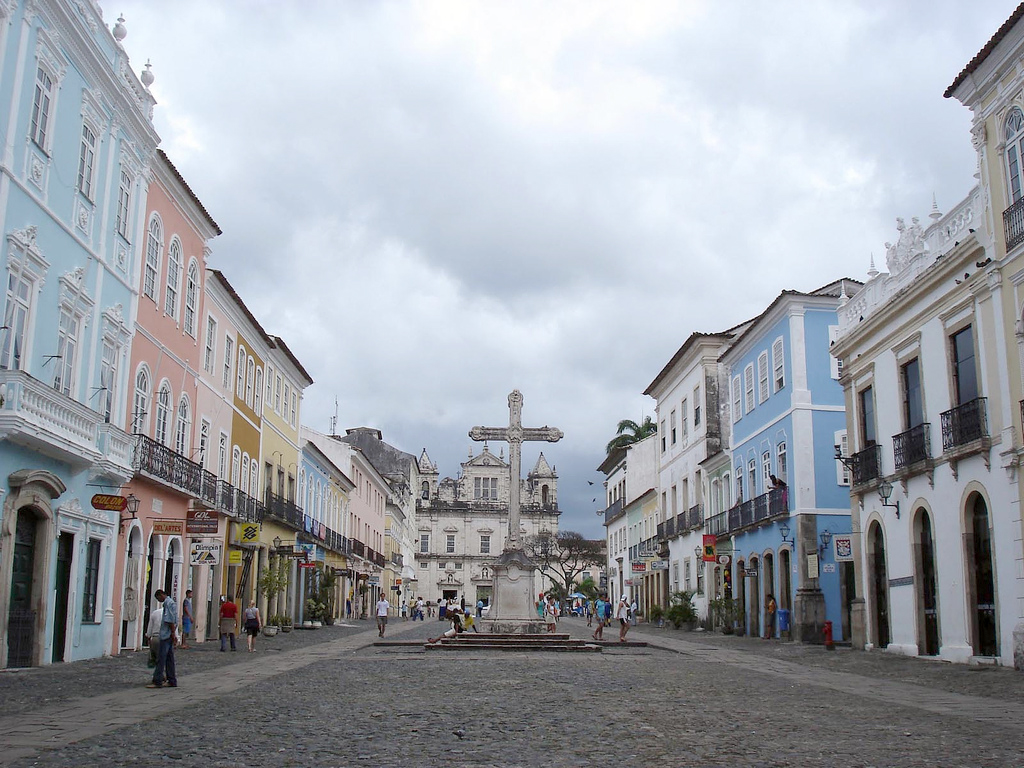
Cruzeiro São Francisco
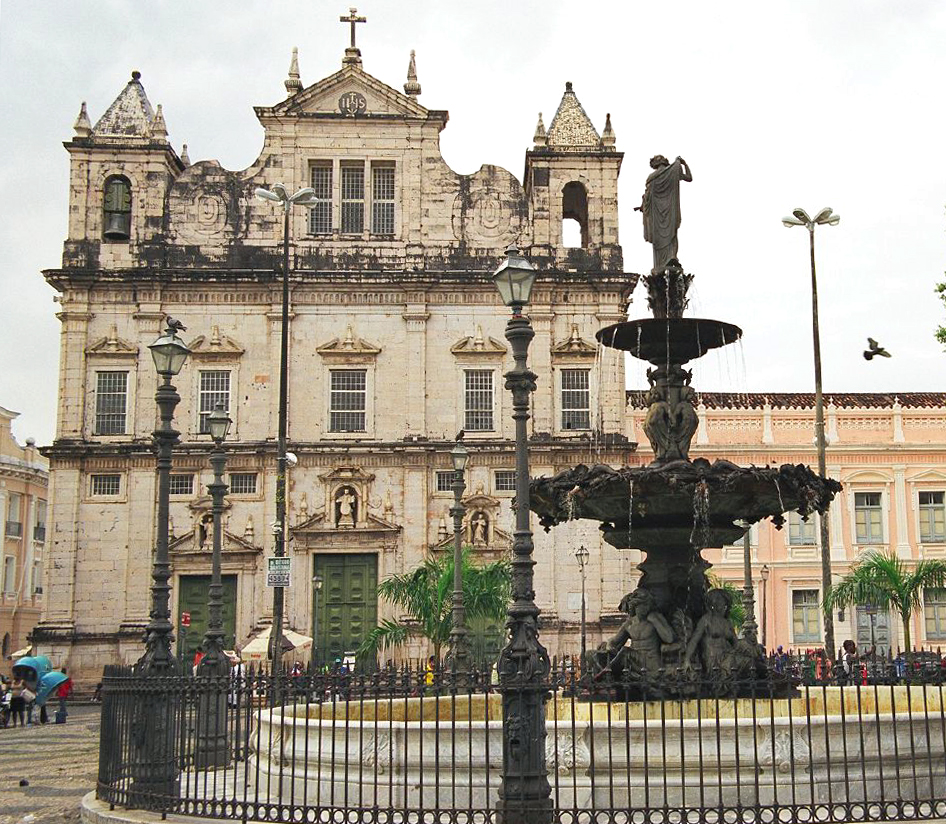
Catedrala Basílica, Terreiro de Jesus
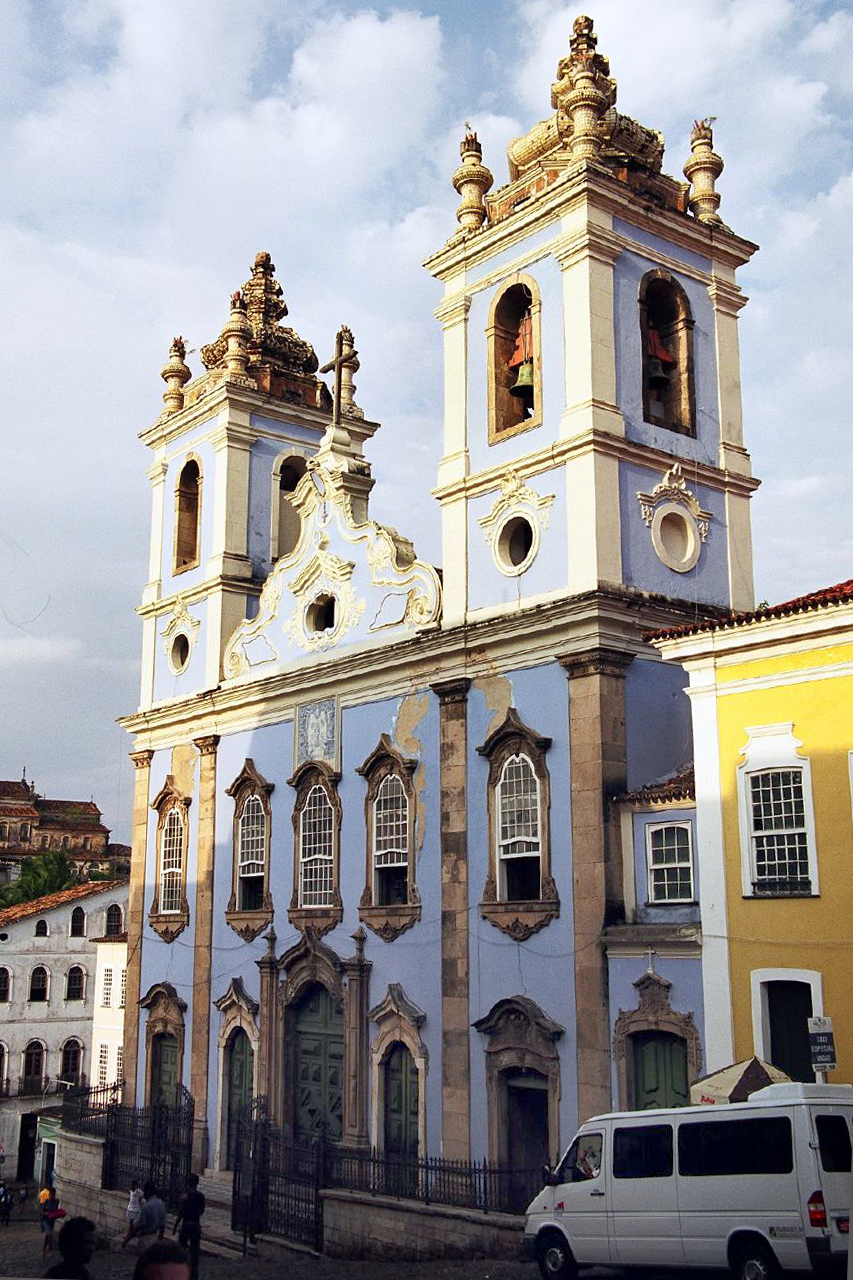
Igreja do Rosário dos Pretos, Largo do Pelourinho